# 斯塔克鎮區 (明尼蘇達州布朗縣)
斯塔克鎮區（英語：Stark Township）是位於美國明尼蘇達州布朗縣的一個行政鎮區。

## 地方資料
斯塔克鎮區的面積為93.60平方千米，當中陸地面積為92.20平方千米，而水域面積為1.40平方千米。根據2020年美國人口普查的數據，當地共有人口301人，而人口密度為每平方千米3.22人。